# کریس گریناکر
کریس گریناکر (انگلیسی: Chris Greenacre؛ زادهٔ ۲۳ دسامبر ۱۹۷۷) بازیکن فوتبال اهل بریتانیا است.
از باشگاه‌هایی که در آن بازی کرده‌است می‌توان به باشگاه فوتبال استوک سیتی، باشگاه فوتبال منزفیلد تاون، باشگاه فوتبال ترانمره راورز، باشگاه فوتبال بلکپول، باشگاه فوتبال ولینگتون فونیکس، باشگاه فوتبال منچستر سیتی، باشگاه فوتبال نورث‌همپتون تاون، و باشگاه فوتبال کاردیف سیتی اشاره کرد.